# Neptis soma
Neptis soma är en fjärilsart som beskrevs av Moore 1858. Neptis soma ingår i släktet Neptis och familjen praktfjärilar. Inga underarter finns listade i Catalogue of Life.

## Bildgalleri

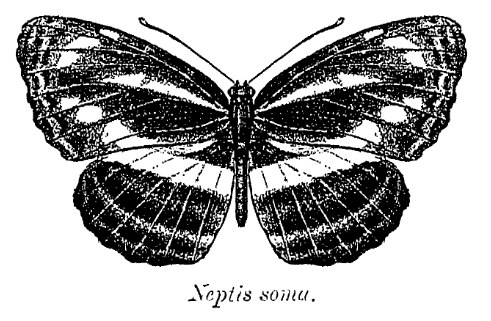
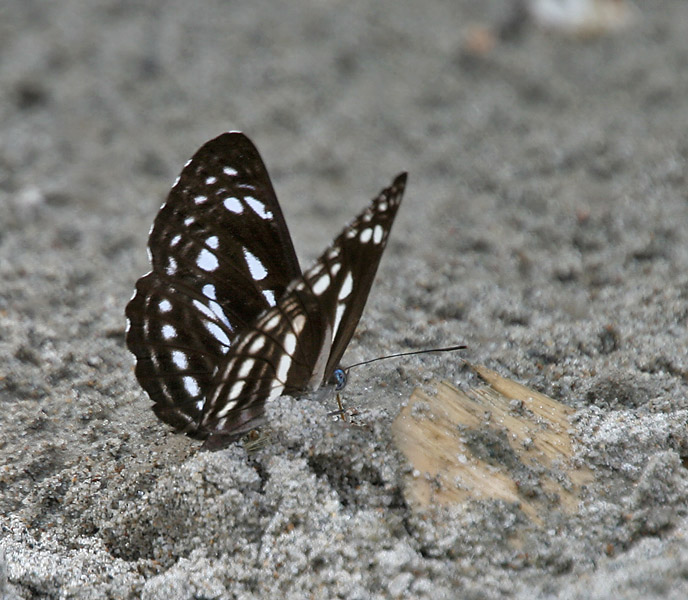
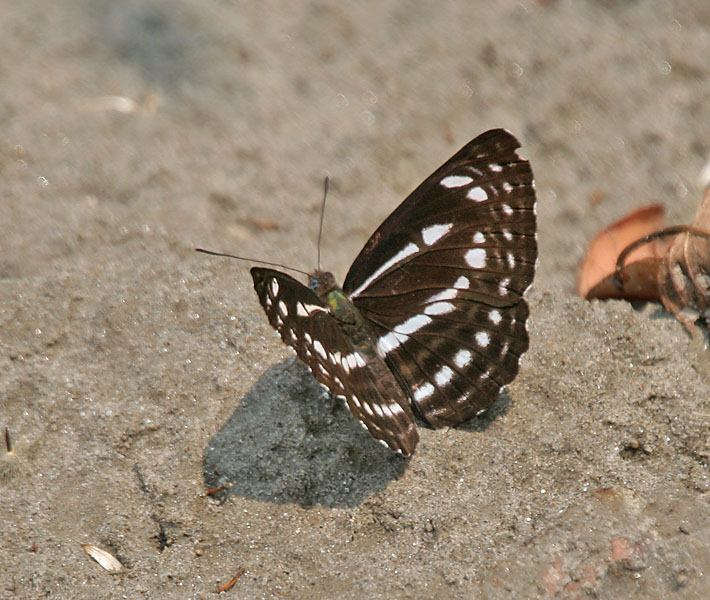
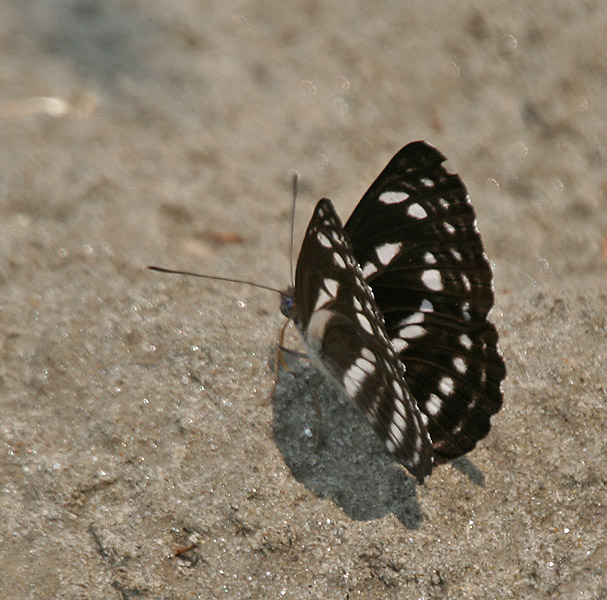
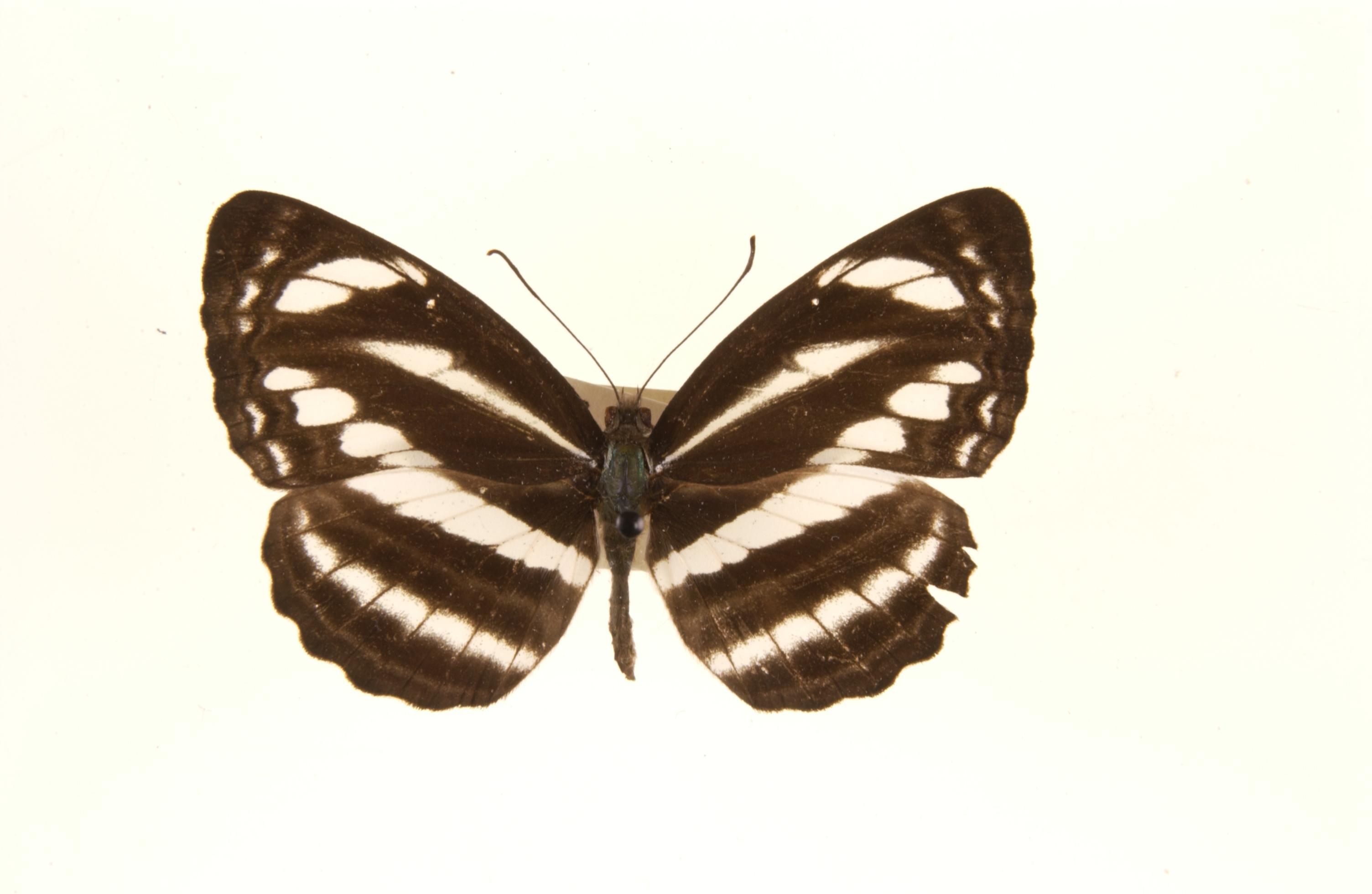